# Seth Lover
Seth Lover (né le  1er janvier 1910 à Kalamazoo, Michigan ; décédé le 31 janvier 1997 à Garden Grove, Californie) est connu pour avoir inventé le micro à double bobinage humbucker (hum-cancelling pickup) pour guitare électrique.
Le plus populaire de ses micros humbuckers ((en) Brevet U.S. 2,896,491) est le "PAF" (Patent Applied For), en 1955 conçu alors qu'il travaillait chez Gibson. Ce micro a été proposé sur de nombreuses guitares Gibson et notamment la Les Paul.
Seth Lover a également conçu les micros double bobinage "Fender Wide Range". Ils sont apparus sur différents modèles de Telecaster Custom et Telecaster Thinline au début des années 1970 et sont toujours proposés sur les rééditions de ces modèles.